# 恐怖休息站
《恐怖休息站》（英語：Rest Stop）是2006年10月17日由華納工作室旗下的“Raw Feed”发行的第一部非戲院首映恐怖電影，由約翰·希班編劇和導演。
这部电影于2008年推出了续集《恐怖休息站2》。

## 剧情
杰斯開著敞篷車接女友妮科尔前往加利福尼亞。在路上，妮科尔想小便，催促杰斯找個休息站。走出休息站後，她發現男朋友不見了。一個精神錯亂的卡車司機從敞篷車里扔給她一部紅色手機，让她相信杰斯就在他手上。妮科尔去尋求幫助，看到一輛露營車，敲打着车门请求帮助。她和乘客們進行了一次短暫而詭異的旅程，直到她最終因為看到躲藏在車後部的畸形人而被赶下车。
然後她回到洗手間，聽到一個渾身是傷的女孩特蕾西在維修室裡嗚咽著咳血。她警告妮科尔要注意那位折磨她的瘋狂殺手。然後女孩大量流血，妮科尔分了下神，特蕾西和地上的血就都消失了。妮科尔发现了特蕾西的尋人啟事，原来這個女孩从1971年开始就失踪了。
黃色卡車司機一直在故意躲避妮科尔，直到一名騎摩托車的警官到來。警官很快就被黃色卡車司機撞倒，雙腿骨折。妮科尔將警官拖到洗手間尋求安全。最終，卡車司機返回並將妮科尔和警官鎖在洗手間裡。當妮科尔試圖開鎖逃跑時，司機再次出現並咬掉了妮科尔的手指。警官意識到妮科尔正处于休克状态，命令妮科尔在司機回來時向他開槍。她用警官的左輪手槍朝車門開了四槍，但看不出她是否擊中了司機。然後司機通過打開的窗戶將一台摄像机放入洗手間。影片中杰斯被一把刀折磨，最後他的舌頭被割掉了。司機從窗戶伸进軟管，開始往房間裡倒汽油。妮科尔試圖找到逃生通道，打開了天花板上的艙口。警官意識到她無法將他帶出休息站，便告訴妮科尔用剩下的兩顆子彈殺死他，他不想被活活燒死，她照做了。司機點燃了汽油，妮科尔趕緊離開休息站。當妮科尔逃跑時，她注意到警官的屍體也神秘地消失了。妮科尔在休息站爆炸前從屋頂跳下。
回到地面後，妮科尔再次遇到黃色卡車裡的男人。他下了卡車，她反復用拆轮胎棒打他。她把他翻過來，震驚地發現那是杰斯，他的嘴巴被縫上了。妮科尔偷偷溜進敞篷車，把威士忌酒瓶裝滿汽油做成燃烧瓶，准备對付襲擊者。
早上快到了，她走在高速公路上，卡車司機飛快地向她駛來。經過一番摸索，她劃了一根火柴，點燃了燃燒瓶。她將瓶子扔向卡車，卡車幾乎立即被火焰吞噬，隨後發生大爆炸。她检查了卡車，但沒有找到任何人。片刻後，她轉过身，卡車裡的男人就在她身後。
影片結尾，另一个女孩前往火灾后已经重新装修好了的休息站。她在維修室發現了妮科尔，然後跑到公園管理員那里告訴他她的發現。管理員開鎖後進了房間，但裡面似乎沒有人。他離開後，妮科尔出現在一些清潔工具後面，她在呼救并吐血。
下一個場景是從攝像機的角度拍摄的。露營車里的父親埋葬了杰斯的屍體。這名男子意識到自己被录像了，於是走進露營車告訴他畸形的兒子：“這是我們的小秘密。”这辆黃色卡車然後在一條荒涼的路上行驶。

## 演员
- 杰米·亚历山大 饰 妮科尔·卡罗
- 喬伊·羅倫斯 饰 迈克尔·迪肯警官
- 乔伊·门迪奇诺 饰 杰斯·希尔茨
- 蒂安娜·盧索（英语：Deanna Russo） 饰 特蕾西·克雷斯
- 尼克·奥雷菲切 饰 杀手
- 麥奇·波斯特（英语：Mikey Post） 饰 斯科蒂
- 柯蒂斯·泰勒 饰 管理員
- 珍妮弗·科马克 饰 大学生

## 发行
這部電影被美國電影協會評為R級，華納家庭錄影公司發行了分級和未分級两个版本。根據The Numbers的數據，本片在家庭錄影方面取得了相對成功，國內錄影零售額接近500萬美元。

## 反响
這部電影在爛番茄上的根據6條評論評分為0%，平均評分為3.3/10。